# Jacques Leber
Jacques Leber, né en Normandie aux environs de 1633, arrive au Canada en 1657 avec son frère François et sa sœur Marie s’installa à Montréal. 